# 샬롯 설리번
샬럿 설리번(Charlotte Sullivan, 1983년 10월 21일 ~ )은 캐나다의 배우이다.
토론토에서 태어났다.

## 출연 작품

### 영화
- 꼬마 스파이 해리 (1996) - 매리언 호손 역
- 샤도우 빌더 (1998)
- 하우 투 딜 (2003)
- 날 미치게 하는 남자 (2005)
- 인구수 436 (2006, Population 436)
- 넥스트 도어 (2006, The House Next Door)
- Love & Justice (2008) - 단편
- 크라이 오브 더 아울 (2009, The Cry of the Owl)
- 디펜더 (2009, Defendor) - 페이 포핑턴 역
- 보이드 갱 (2011) - 메리 미첼 역
- 388 아레타 에비뉴 (2011, 388 Arletta Avenue) - 셰리 역
- 콜로니: 지구 최후의 날 (2013) - 카이 역
- 래디우스 (2017)

### 텔레비전
- 앨리스 (2009, Alice)
- 루키 블루 (2010-15) - 게일 펙 역